# NGC 4327
NGC 4327 – gwiazda znajdująca się w gwiazdozbiorze Warkocza Bereniki, widoczna na niebie na południe od galaktyki Messier 100. Wilhelm Tempel skatalogował ją jako obiekt mgławicowy w 1882 roku, jednak w pobliżu podanej przez niego pozycji nie ma nic, oprócz kilku słabo widocznych gwiazd. Jedna z nich jest prawdopodobnie obiektem zaobserwowanym przez Templa, nie ma jednak pewności, która z nich. Przez pewien czas NGC 4327 była uważana za asteryzm składający się z czterech gwiazd lub trzech gwiazd i galaktyki, było to spowodowane defektem na płycie fotograficznej wykonanej w przeglądzie POSS1.